# 山田余四郎
山田 余四郎（やまだ よしろう）は、戦国時代から安土桃山時代にかけての武将。長門国大津郡の国人で、毛利氏家臣。諱は不明。

## 生涯
毛利氏に属した長門国の国人である山田言輔の子として生まれる。
天正5年（1578年）3月6日、毛利輝元から中務丞の官途を与えられた。
天正13年（1585年）6月3日、伊予国野間郡菊万における合戦で敵1人を討ち取る武功を挙げたことを輝元から賞される。
天正16年（1588年）閏5月6日、輝元から長門国大津郡内の河原・倉小田・新別名などで、従来の所領に加えて勝屋采女や豊田肥前守の先給地などを与えられ、合わせて約80石の給地を有する大津郡内でも有力な給領主へと成長した。
没年は不明。
その後、慶長5年（1600年）の関ヶ原の戦い後、毛利氏が周防国と長門国に減封されると山田氏は長州藩士となり、山田八兵衛、山田就直、山田太郎左衛門、山田忠直と続いたが、正徳年間（1711年 - 1716年）に山田氏は断絶した。そのため、『閥閲録』編纂の際には、山田氏に関する書状類は三吉雅信（与一右衛門）によって提出され、巻109に「三吉与一右衛門」に続いて収録されている。